# Autographa nigricans
Autographa nigricans är en fjärilsart som beskrevs av Arnold Spuler 1907. Autographa nigricans ingår i släktet Autographa och familjen nattflyn. Inga underarter finns listade i Catalogue of Life.